# Glyphostylus
Glyphostylus é um género botânico pertencente à família Euphorbiaceae.
Planta encontrada nas regiões tropicais do Velho Mundo.

## Sinonímia
- Commia Lour.
- Excoecaria L.

### Espécie
Glyphostylus laoticus Gagnep.

## Nome e referências
Glyphostylus Gagnep.